# Juan Nepomuceno Cumplido
Juan Nepomuceno Cumplido Rodríguez fue un filósofo, canónico, jurisprudente y  político mexicano que fue diputado en varias ocasiones, vicegobernador de Jalisco del 14 de octubre de 1824 al
25 de enero de 1825; gobernador interino del 19 de enero de 1827 hasta el 23 de septiembre de 1828; y gobernador constitucional del 15 de marzo al 29 de julio de 1830; nuevamente vicegobernador del 23 de junio al 11 de agosto de 1834; miembro de la Asamblea Departamental de Jalisco en 1843 y gobernador interino del 20 de mayo al 6 de junio, y del 15 de agosto al 23 de noviembre de 1846. 
Cumplido ostentó los grados de licenciado y doctor, y fue miembro del cuerpo de abogados de Guadalajara. Influido por su pertenencia a la logia yorkina, abogó porque México fuese una federación lo que hizo patente en el Congreso que promulgó la Constitución Federal de los Estados Unidos Mexicanos de 1824 y en la creación de la Constitución de Jalisco. 
Durante su paso por la política fue antiesclavista y anticlerical. Restauró el Hospital de San Miguel e inauguró el Instituto del Estado. Como gobernador, propuso una ley general de expulsión de españoles que, aunque fue aprobada, nunca pudo llevarse a cabo. Siempre enfrentado con los sectores más conservadores de Jalisco, entró y dejó la gubernatura hasta en seis ocasiones. 
En noviembre de 1827 por su salida a los cantones de Tepic y Etzatlán nombró a su hombre de confianza Pedro Michel Corona como encargo del despacho del poder ejecutivo del Estado de Jalisco.  

Gobierno Supremo del Estado de Jalisco.- El lunes 12 del corriente salgo de esta capital con dirección a los cantones de Tepic y Etzatlán a asuntos del Gobierno que está a mi cuidado, y dejo en mi lugar para el despacho de lo ejecutivo, al señor jefe de policía de este canton C. Pedro Michel. 
Lo que pongo en noticia de vd. para su inteligencia y fines consiguientes. Dios y Libertad. Guadalajara, Noviembre 10 de 1827.- Cumplido. Esteban Aréchiga.- Ciudadano tesorero general del Estado.

La misma acción la realizó en septiembre de 1828 por encontrarse enfermo.
Durante su mandato el estado de Jalisco lideró una coalición contra el ascenso de Antonio López de Santa Anna a la presidencia, misma que fracasó, llegando Santa Anna a la presidencia en 1833. Así, Cumplido perdió todo protagonismo político, hasta el momento de su muerte en 1851.